# St. Jakobus (Lüttelforst)

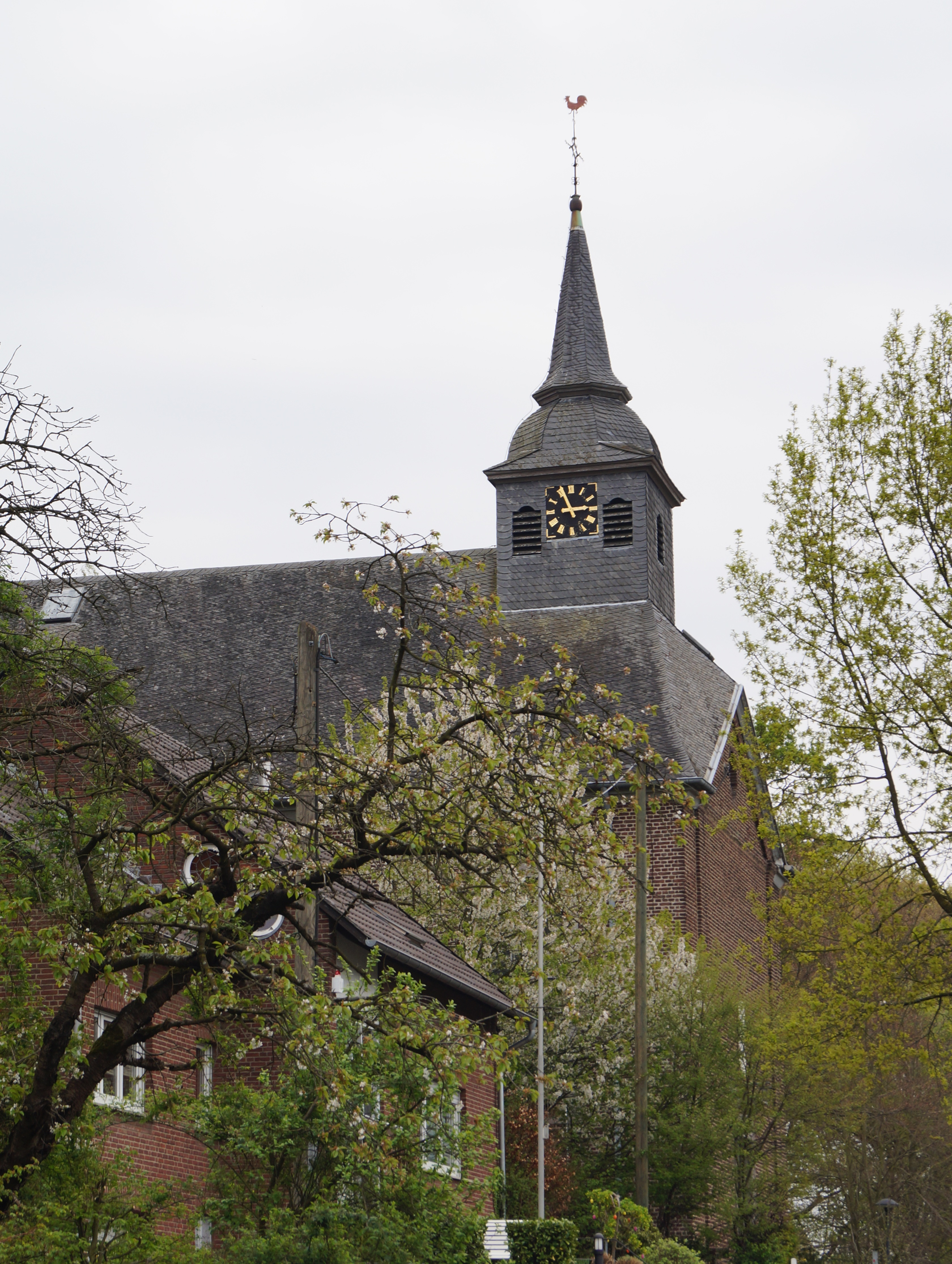
Pfarrkirche St. Jakobus Lüttelforst

St. Jakobus ist eine römisch-katholische Filialkirche in der Ortschaft Lüttelforst der Gemeinde Schwalmtal, die dem heiligen Jakobus als Pfarrpatron geweiht ist. Als Jakobskirche ist sie eine Station auf dem Jakobsweg nach Santiago de Compostela.
St. Jakobus ist Teil der Pfarre St. Matthias Schwalmtal im Bistum Aachen.

## Geschichte
Die Pfarrgemeinde wurde 1255 von Pastor Wilhelm (Pfarrer in St. Anton Amern) gegründet. Im Jahre 1258 erhielt die Pfarrei das Tauf- und Beerdigungsrecht. 1684 wurde der Muttergottes-Altar errichtet. 
Im Jahr 1802 wurde die Kapelle, der erste Kirchenbau, dessen Aussehen heute unbekannt ist, abgerissen. Aus einer Stiftung der Anna Katharina Mühlenberg wurde im gleichen Jahr die neue Kirche erbaut – 1880 wurde die Sakristei angebaut. Restaurierungen fanden 1966 und 1987 statt.

## Architektur

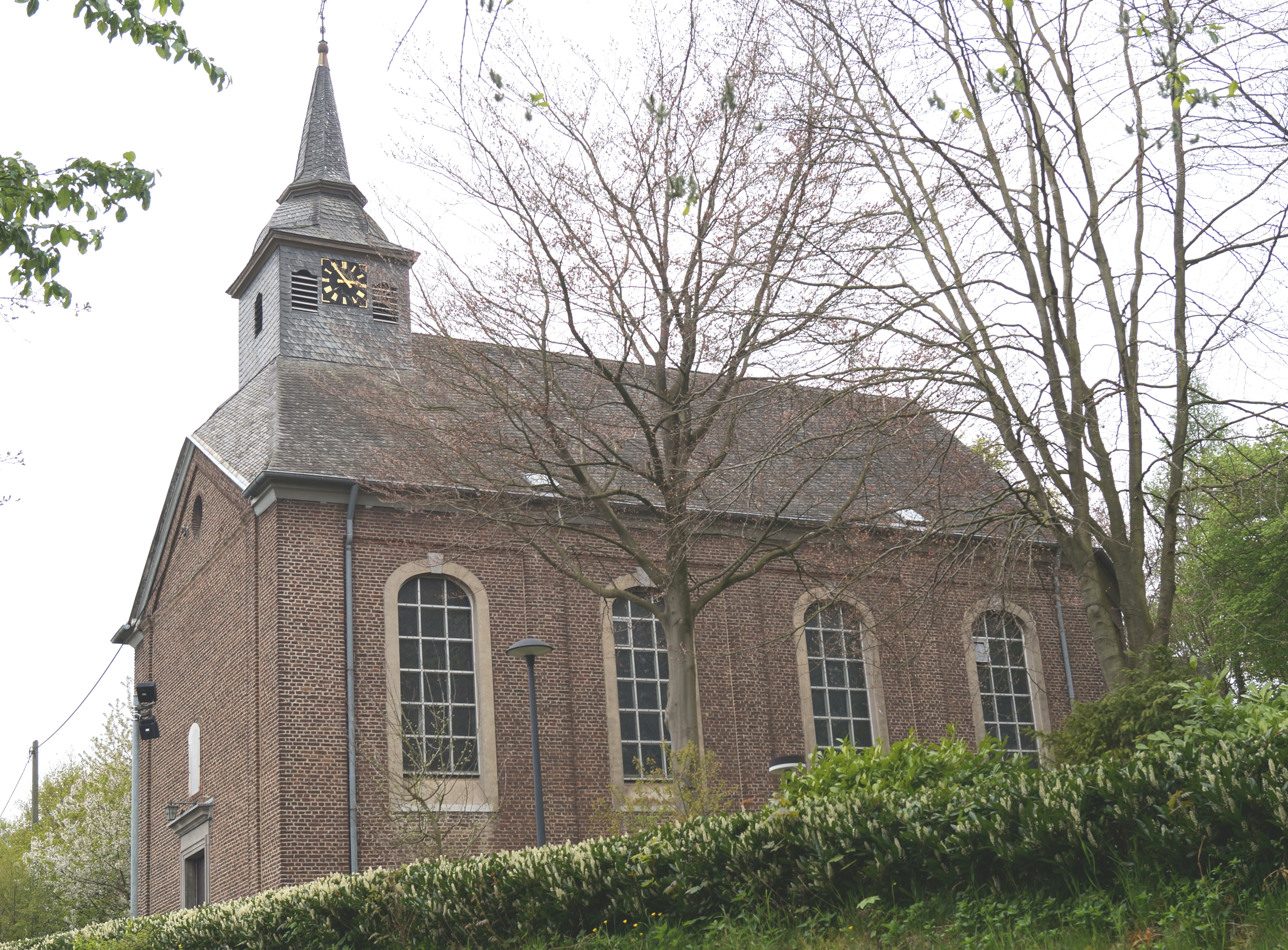
Kirchengebäude

Das Kirchengebäude ist ein Backsteinbau (Länge 23,05 m; Breite 10,65 m) mit Satteldach – das Langhaus eine Saalkirche mit halbrundem Chor. Das Türmchen über dem Eingangsportal hat eine aufgeschwungene Haube und einen Spitzhelm. Das Eingangsportal ist in Blaustein gearbeitet – über dem Eingang befindet sich eine ca. 1,50 m hohe Nische mit der Figur des hl. Jakobus um 1850/60.

## Ausstattung

### Hochaltar
Der Hochaltar stammt ursprünglich aus der Prämonstratenser-Klosterkirche Knechtsteden. Der aus Eichenholz hergestellte und teilweise vergoldete Altar ist um 1670 entstanden. Ein niederrheinisches oder flämisches Altarbild des 17. Jahrhunderts zeigt den „Jakobus auf der Wanderschaft“.

### Mobiliar

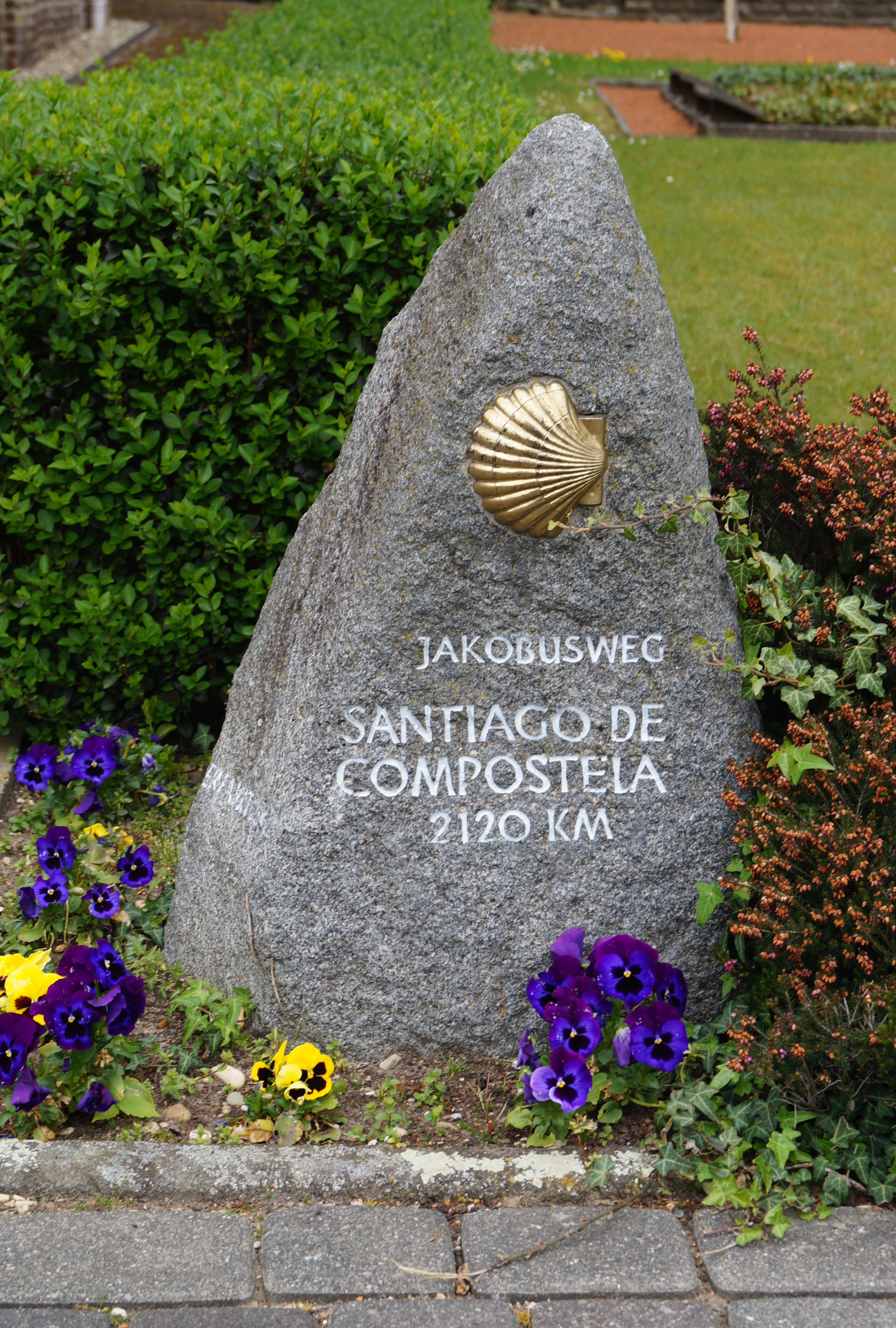
Auf dem Jakobsweg

Einige Einrichtungsgegenstände sind vermutlich ebenfalls aus dem Kloster Knechtsteden übernommen worden:
- Zwei Kommunionbänke aus Eiche um 1670 mit  Akanthusgitterwerk
- Eine Kanzel aus Eiche, Entstehungszeit zwischen 1650 und 1675
- Marienthron mit Standfigur „Madonna mit Jesusknaben“, farbig gefasst, um 1750/60

### Fenster
Die Kirche verfügt über zehn Kirchenfenster, die auf das Jahr 1890 datiert werden können. Im Chorraum sind die Heiligen Heinrich, Barbara, Jakobus und Ludgerus dargestellt. Im Langhaus sind „Teppichmuster“ abgebildet.

### Orgel
Die Orgel ist bereits 1750 bis 1770 gebaut worden – sie wurde vermutlich 1805 aus Eppinhoven bei Neuss angekauft. Sie besitzt zehn Register mit angehängtem Pedal. Das äußere Erscheinungsbild, der Prospekt, ist fünfgeteilt und besitzt drei Türme. Die letzte Renovierung wurde 1981 durch Fischer und Krämer, Endingen durchgeführt.

### Glocken
| Glocke | Gießer, Gussort                                                        | Gussjahr | Nominal | Material | Inschrift                                                                                           |
| I      | Hans Georg Hermann Maria Hüesker, Fa. Petit & Gebr. Edelbrock, Gescher | 1954     | a’      | Bronze   | |
| II     | Gaulard Pere et Fils, Liège                                            | 1840     | c’’     | Bronze   | GAULARD PERE & FILS FONDEURS. LAUDATE DOMINUM IN CIMBALIS SENSONATIBUS. GIES PASTOR IN LÜTTELFORST. |